# Filet de pêche d'Antrea
Le filet de pêche d’Antrea est le plus ancien filet de pêche connu au monde. Il a été daté de 9310±120 ans avant le présent, c'est-à-dire 8300 avant J.-C. par une datation au carbone 14. Il a été découvert par un fermier du nom de Antti Virolainen à Antrea en Finlande (aujourd’hui Kamennogorsk en Russie), à l’automne 1913, alors qu'il creusait des fossés dans une prairie marécageuse. Le lieu a été fouillé par l’archéologue finlandais Sakari Pälsi (fi). Le filet est fait de saule et il mesure de 27 à 30 mètres de long et de 1,3-1,5 mètre de large, avec des mailles de 6 cm.
La découverte comporte 18 flotteurs d’écorce avec des trous auxquels était attachée la partie supérieure du filet, tandis que 31 poids en pierre ont été récupérés, les pierres pesant de 450 à 550 grammes chacune. Des bandes d’écorce de bouleau également retrouvées ont probablement été utilisées pour attacher les flotteurs et les poids. Le filet lui-même est constitué de fibre d’écorce interne du saule. Deux de ses nœuds étaient si bien conservés qu'ils ont pu être reconstruits. Sakari Pälsi, l’archéologue qui a fouillé le site, identifia le nœud comme appartenant à un type connu uniquement en Estonie et dans les régions de l’Est finno-ougriennes.
Le filet a coulé au fond de l’argile du lac Ancylus qui existait à cette période, très probablement lors d’un accident qui a fait chavirer le bateau du pêcheur et lui a fait perdre tout son équipement. Outre le filet, différents outils ont été trouvés, parmi lesquels des armes de chasse, des poids de roche de la taille du poing, des flotteurs fabriqués à partir d’écorce de pin sylvestre et d’autres outils à base d’os.
Le filet pouvait sans doute soutenir environ 30 kilogrammes lorsqu’il était mouillé. Le filet de pêche d’Antrea n'est plus présenté au musée national de Finlande[réf. nécessaire].